# 戈爾德角
戈爾德角（英語：Gold Head），是南極洲的海岬，位於南喬治亞群島，處於戈爾德灣北部入口處，由英國皇家海軍中校命名，由英國海外領土管轄。